# Basri Dirimlili
Basri Dirimlili (Silistra, 7 de junho de 1929 - 14 de setembro de 1997) foi um futebolista e treinador turco, que atuava como defensor.

## Carreira
Basri Dirimlili fez parte do elenco da Seleção Turca de Futebol que disputou a Copa do Mundo de 1954.

## Ligações Externas
- Perfil em FIFA.com (em inglês)